# Roi

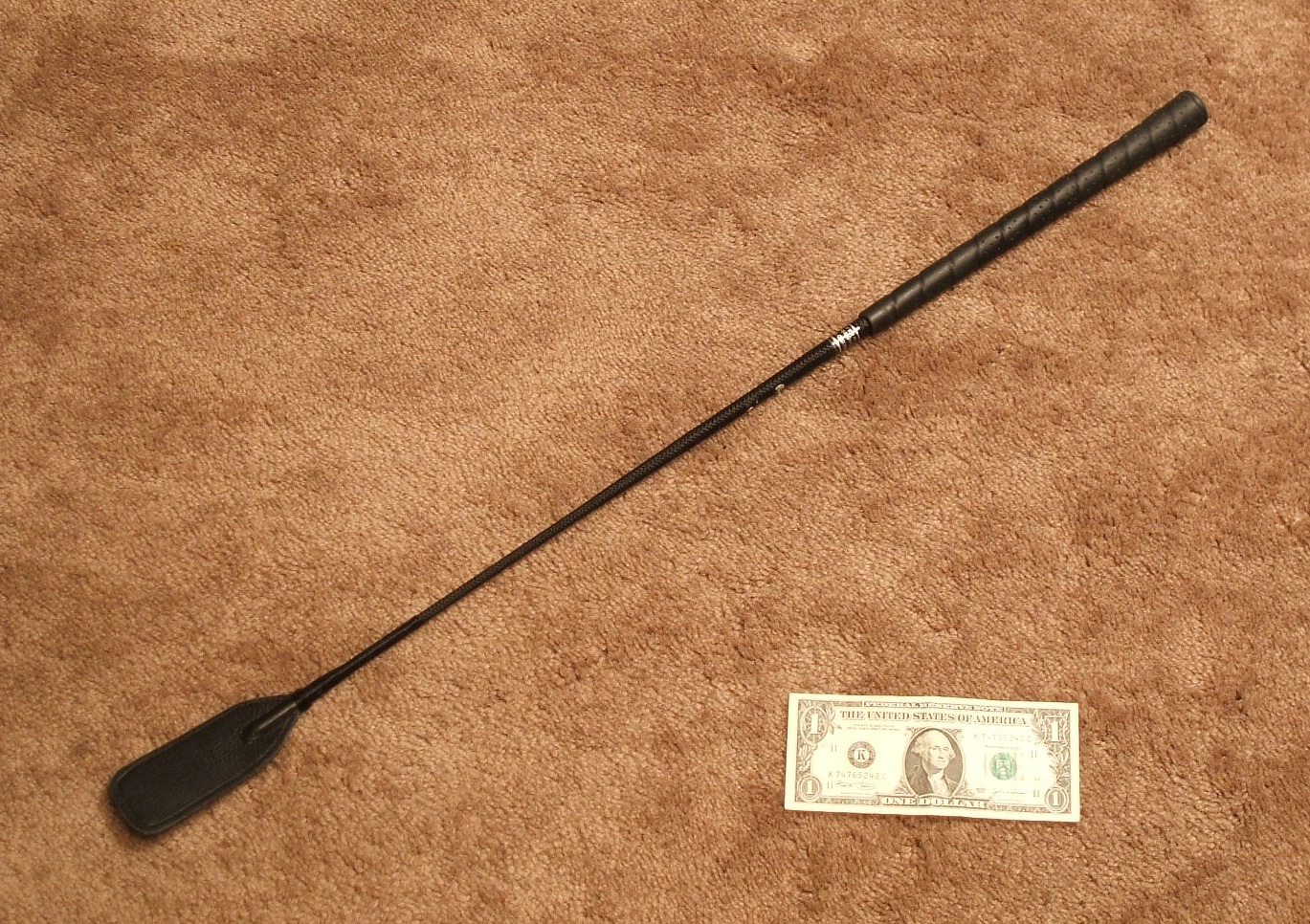
Một loại roi được gọi là roi ngựa, cùng với tờ đô la Mỹ để so sánh kích thước.

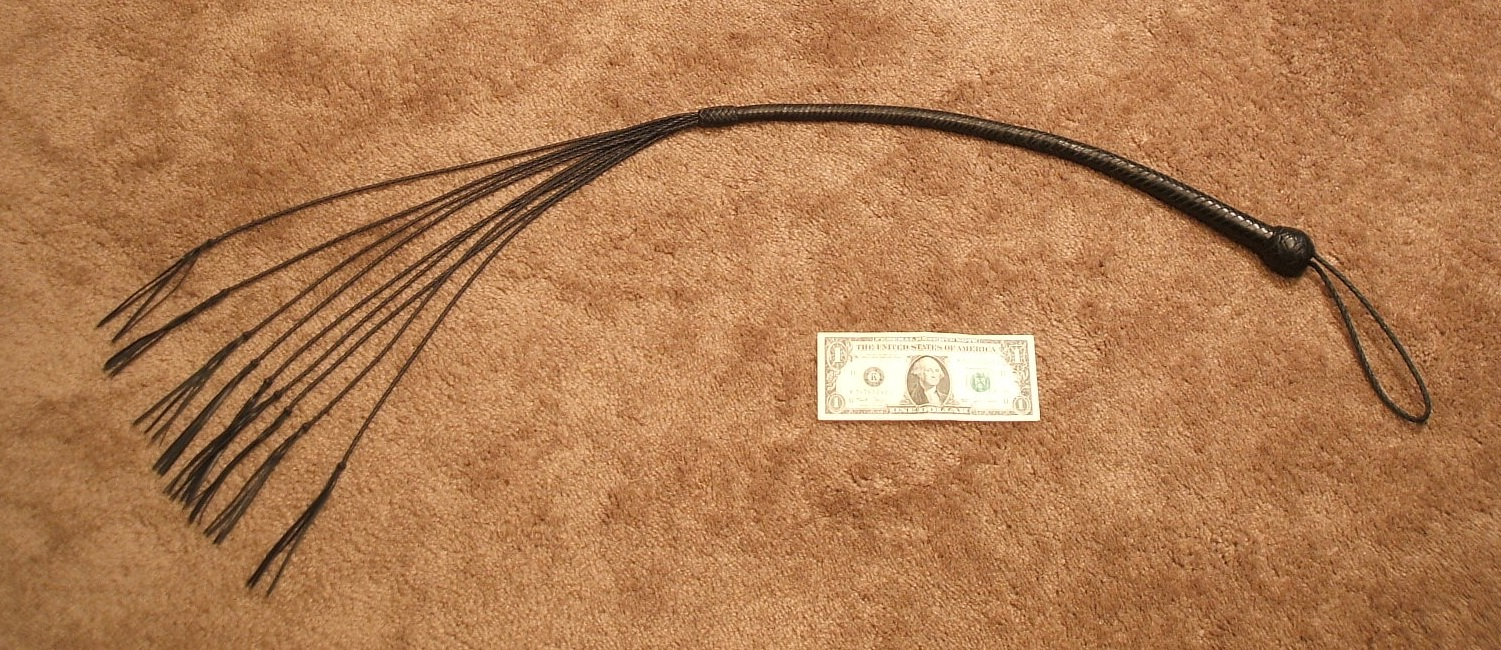
Một chiếc roi mèo chín đuôi bằng da với, cùng với tờ đô la Mỹ để so sánh kích thước.

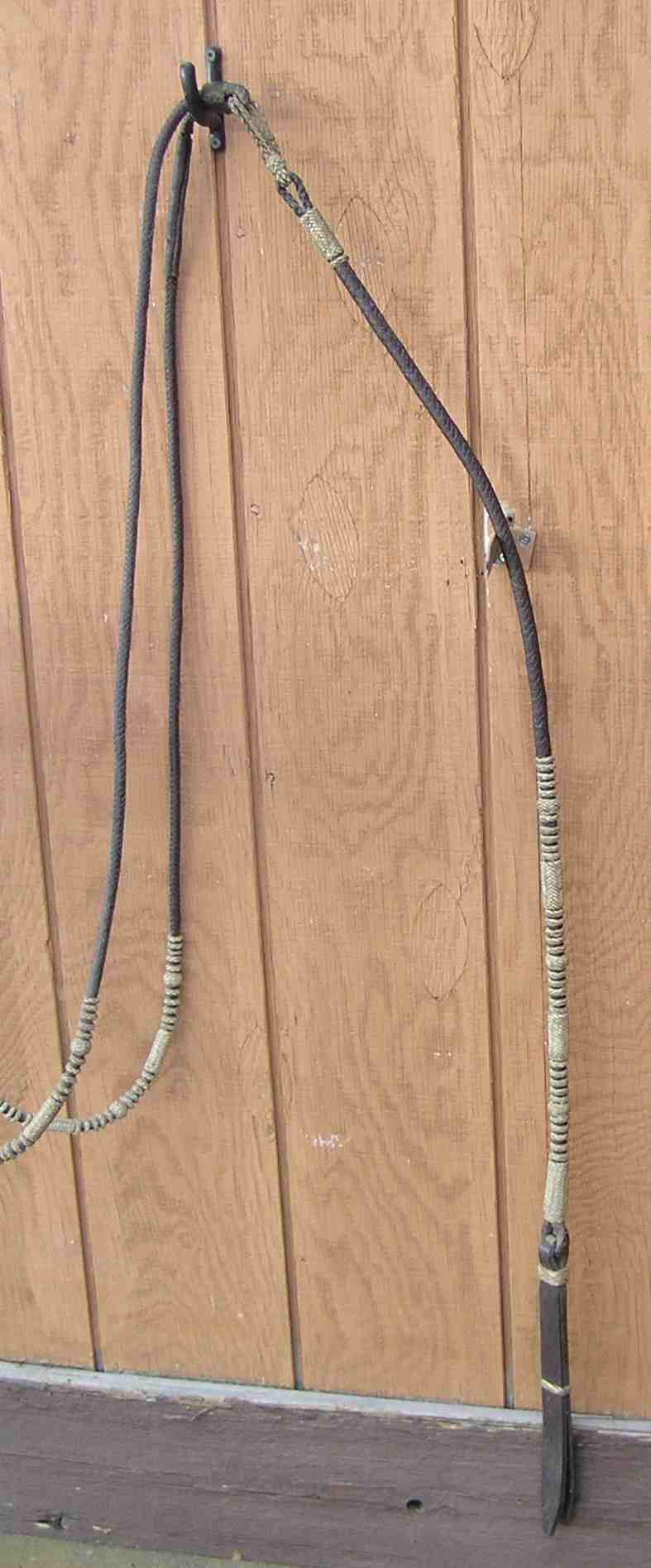
Một bộ dây cương romal, có hình một chiếc quirt ở cuối đầu dây romal

Roi là một dụng cụ hoặc vũ khí được thiết kế để đánh đập con người hoặc động vật nhằm kiểm soát thông qua cách thức tuân thủ cơn đau hoặc sợ đau. Chúng cũng có thể được sử dụng mà không gây đau đớn cho các tín hiệu nghe nhìn, chẳng hạn như trong môn cưỡi ngựa. Nhìn chung, roi là một dạng gậy que chắc chắn được thiết kế để tiếp xúc trực tiếp hoặc một đường linh hoạt cần một cú xoay chuyên dụng. Phần trước dễ dàng và chính xác hơn, phần sau mang lại tầm với xa hơn và lực lớn hơn. Roi săn kết hợp một cây gậy chắc chắn (cổ hoặc tay cầm) với một sợi dây mềm (dây roi hoặc dây buộc).
Những chiếc roi như " mèo chín đuôi " và roi da được phát triển đặc biệt để đánh roi như một phương tiện trừng phạt thân thể hoặc tra tấn đối với mục tiêu là con người. Một số thực hành hoạt động tôn giáo và hoạt động BDSM nhất định liên quan đến hành động tự mình sử dụng roi hoặc sử dụng roi giữa sự đồng ý của các đối tác. Việc lạm dụng động vật có thể bị xem là ngược đãi động vật và việc lạm dụng con người có thể bị xem là hành hung.

## Sử dụng
Roi thường được sử dụng trên động vật để chỉ dẫn định hướng hoặc khuyến khích chúng di chuyển. Một số loại roi được thiết kế để kiểm soát động vật bằng cách gây ra sự khó chịu khi chạm vào hoặc gây đau đớn bằng một cú đánh toàn lực tạo ra sự tuân thủ cơn đau. Một số loại roi có cách hướng dẫn bằng cách sử dụng âm thanh, chẳng hạn như roi da bò. Các công dụng khác của roi là cung cấp tín hiệu định hướng trực quan bằng cách mở rộng tầm với và tầm nhìn của cánh tay con người.
Trong thời hiện đại, tác nhân kích thích cơn đau vẫn được sử dụng trong một số hoạt động huấn luyện động vật và được phép trong nhiều lĩnh vực, bao gồm hầu hết các bộ môn cưỡi ngựa, một số trong đó bắt buộc phải mang theo roi. Roi có thể là một công cụ quan trọng để hỗ trợ cưỡi ngựa khi được sử dụng đúng cách, đặc biệt khi các lệnh ban đầu bị bỏ qua. Tuy nhiên, nhiều cơ quan quản lý cuộc thi hạn chế việc sử dụng roi và có thể áp dụng các hình phạt nghiêm khắc nếu sử dụng roi quá mức, bao gồm cả truất quyền thi đấu và phạt tiền. Việc sử dụng roi quá mức không đúng cách có thể bị coi là hành vi ngược đãi động vật ở một số khu vực pháp lý.

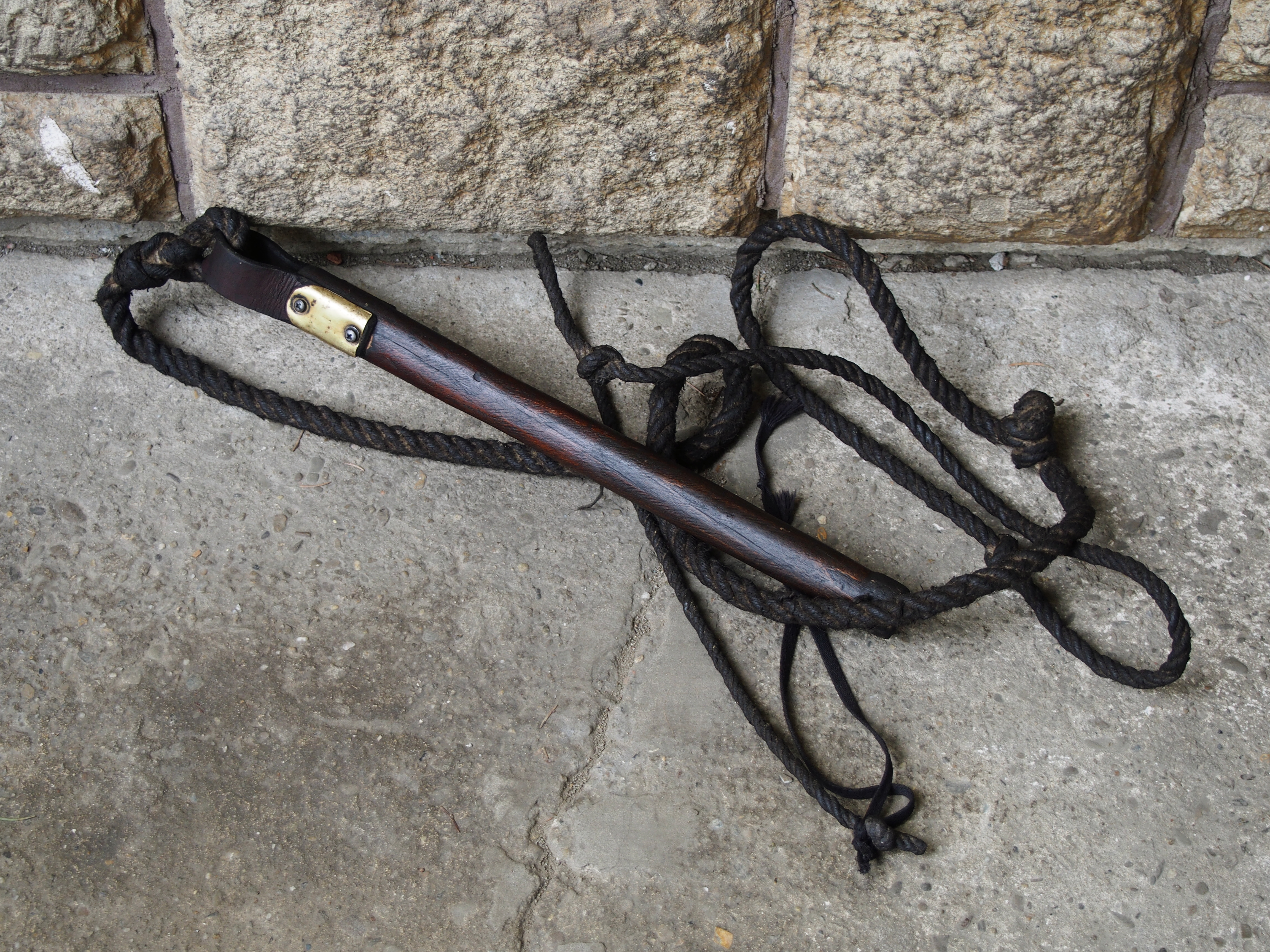
Roi được sản xuất tại Silesia, Ba Lan, được chế tạo để tăng cường âm thanh bẻ gãy, được sử dụng trong lễ Phục sinh dân gian của Siuda Baba

Việc sử dụng roi bằng âm thanh không bao giờ hoặc hiếm khi đánh vào con vật; thay vào đó, một chiếc roi dài, dẻo được quất để tạo ra âm thanh rất chói tai. Cách sử dụng này cũng có chức năng như một dạng điều hòa hoạt động: hầu hết các loài động vật sẽ tránh xa âm thanh theo bản năng, khiến nó trở nên hiệu quả khi điều khiển chó kéo xe, gia súc và các nhóm động vật cho sức kéo như bò và la. Âm thanh đủ lớn để tác động đến nhiều con vật cùng một lúc, giúp việc quất roi hiệu quả hơn trong một số trường hợp. Kỹ thuật này có thể được sử dụng như một phần của phản ứng leo thang, với âm thanh được sử dụng đầu tiên trước khi áp dụng kích thích đau, một lần nữa như một phần của điều hòa hoạt động.
Roi được sử dụng mà không gây kích thích đau đớn, như một phần mở rộng của bàn tay hoặc cánh tay con người, là một mệnh lệnh trực quan hoặc để chạm vào một con vật hoặc để gây áp lực. Việc sử dụng như vậy có thể liên quan đến điều hòa hoạt động trong đó đối tượng có điều kiện liên kết roi với sự kích thích, khó chịu hoặc đau đớn, nhưng trong các trường hợp khác, roi có thể được sử dụng như một công cụ đơn giản để cung cấp tín hiệu liên quan đến sự củng cố tích cực cho hành vi tuân thủ. Do thái độ hiện đại đối với khả năng tàn ác của roi, những cái tên khác đã trở nên phổ biến trong số những người hành nghề với roi được gọi là "đũa phép" hoặc "gậy", gọi đòn roi là "dây gân" hoặc "cán roi".

### Tiếng quất roi
Âm thanh lớn của tiếng quất roi được tạo ra bởi một gợn sóng trong chất liệu của roi truyền về phía đầu roi, tốc độ tăng nhanh cho đến khi vượt quá tốc độ âm thanh, gấp hơn 30 lần tốc độ chuyển động ban đầu của cán roi. Do đó, tiếng quất roi là một tiếng nổ siêu âm nhỏ. Roi là vật thể nhân tạo đầu tiên phá vỡ rào cản âm thanh.
Hầu hết các loại roi dạng que không thể tự tạo ra tiếng quất roi, trừ khi chúng có dây buộc rất dài, chẳng hạn như roi dài, hoặc rất mềm dẻo với dây buộc dài vừa phải, giống như một số kiểu roi buggy nhất định. Nhưng bất kỳ thiết kế nào cũng có thể quất đập vào vật thể khác, chẳng hạn như bốt da, để tạo ra tiếng động lớn. Những cây ngắn, cứng thường có một "cán roi" bằng da rộng ở cuối, tạo ra tiếng động đặc biệt lớn khi va vào động vật, ủng hoặc vật thể khác.

## Phân loại

### Roi chăn gia súc

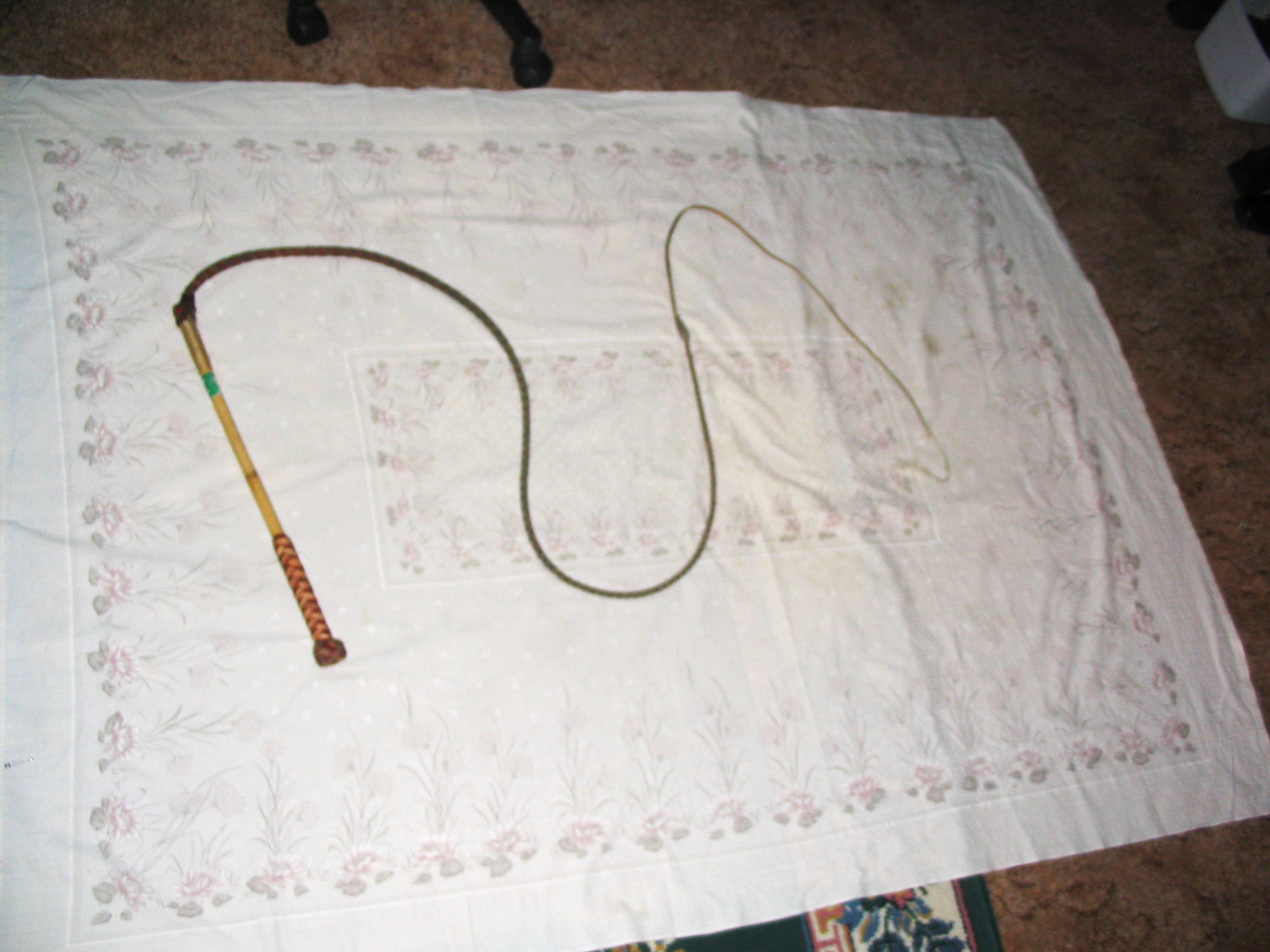
Một chiếc roi chăn gia súc của Úc

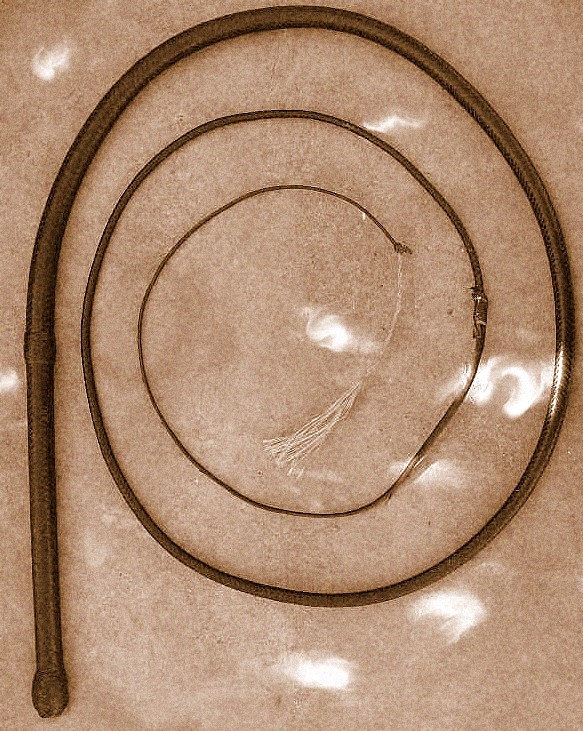
Roi da bò Úc

Roi chăn gia súc, bao gồm roi da bò và roi  chăn gia súc Úc, là một loại roi da có gắn dây buộc rất dài vào đuôi nhưng tay cầm lại ngắn. Loại roi này chủ yếu được sử dụng để tạo ra âm thanh quất lớn thông qua các kỹ thuật đặc biệt phá vỡ rào cản âm thanh, để di chuyển gia súc (bò nhà, cừu, ngựa, v.v.) ra khỏi luồng âm thanh. Nó thường không được sử dụng để thực sự đánh đập động vật vì sẽ gây đau đớn quá mức và khó áp dụng chính xác.

#### Tại Úc
Roi chăn gia súc Úc thường được cho là có nguồn gốc từ roi săn của người Anh, nhưng từ đó nó đã trở thành một loại roi riêng biệt. Ngày nay, roi được những người chăn nuôi sử dụng chủ yếu. Không giống như tay cầm ngắn, nhúng của roi da bò, tay cầm của loại roi này không được lắp vào bên trong dây buộc và thường dài hơn. Tay cầm của roi được kết nối với dây buộc bằng một khớp thường được chế tạo bằng một vài sợi da dày (được gọi là dây giữ). Điều này cho phép chiếc roi treo ngang cánh tay của người chăn nuôi khi không sử dụng. Tay cầm thường dài hơn tay cầm của roi da bò, dài từ 15 và 21 in (38 và 53 cm) . Các dây da có thể dài từ 1 đến 3 mét (3 đến 10 ft). Roi da chăn gia súc cũng hầu như chỉ được làm từ da kangaroo thuộc.
Roi chăn gia súc Úc đã được trình chiếu trên phạm vi quốc tế khi tay đua đơn lẻ Steve Jefferys nuôi ngựa nông trại Úc của mình và quất roi để bắt đầu Lễ khai mạc Thế vận hội Olympic Sydney 2000.

#### Roi da bò
Một roi da bò bao gồm một tay cầm từ 8 và 12 in (20 và 30 cm), và dây buộc gồm một dây bện dài từ 1 và 6 mét (3 và 20 ft). Một số roi có cán cầm bằng gỗ lộ ra ngoài, một số khác có tay cầm bọc da được bện phức tạp. Không giống như roi chăn gia súc của Úc, dây roi kết nối thẳng hàng với tay cầm (chứ không phải bằng khớp nối) hoặc thậm chí nhấn chìm hoàn toàn tay cầm. Ở cuối dây buộc có phần "rơi" và cracker hoặc popper. Phần rơi là một miếng da dài khoảng từ 10 và 30 in (25 và 76 cm). Trong các cú đánh lừa hoặc làm việc với mục tiêu, phần rơi thường là phần roi dùng để cắt, tấn công hoặc khóa giữ mục tiêu. Tiếng quất là phần của roi tạo ra âm thanh "tiếng nổ siêu âm" lớn, nhưng roi không tiếng quất vẫn sẽ tạo ra tiếng nổ siêu âm, đơn giản là không lớn bằng.

#### Loại khác

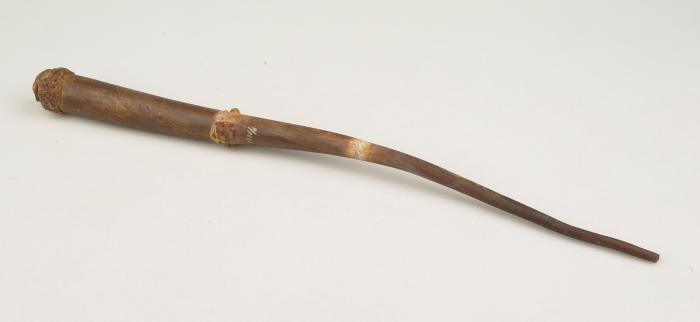
Một chiếc roi làm bằng balatá, có trước năm 1939.

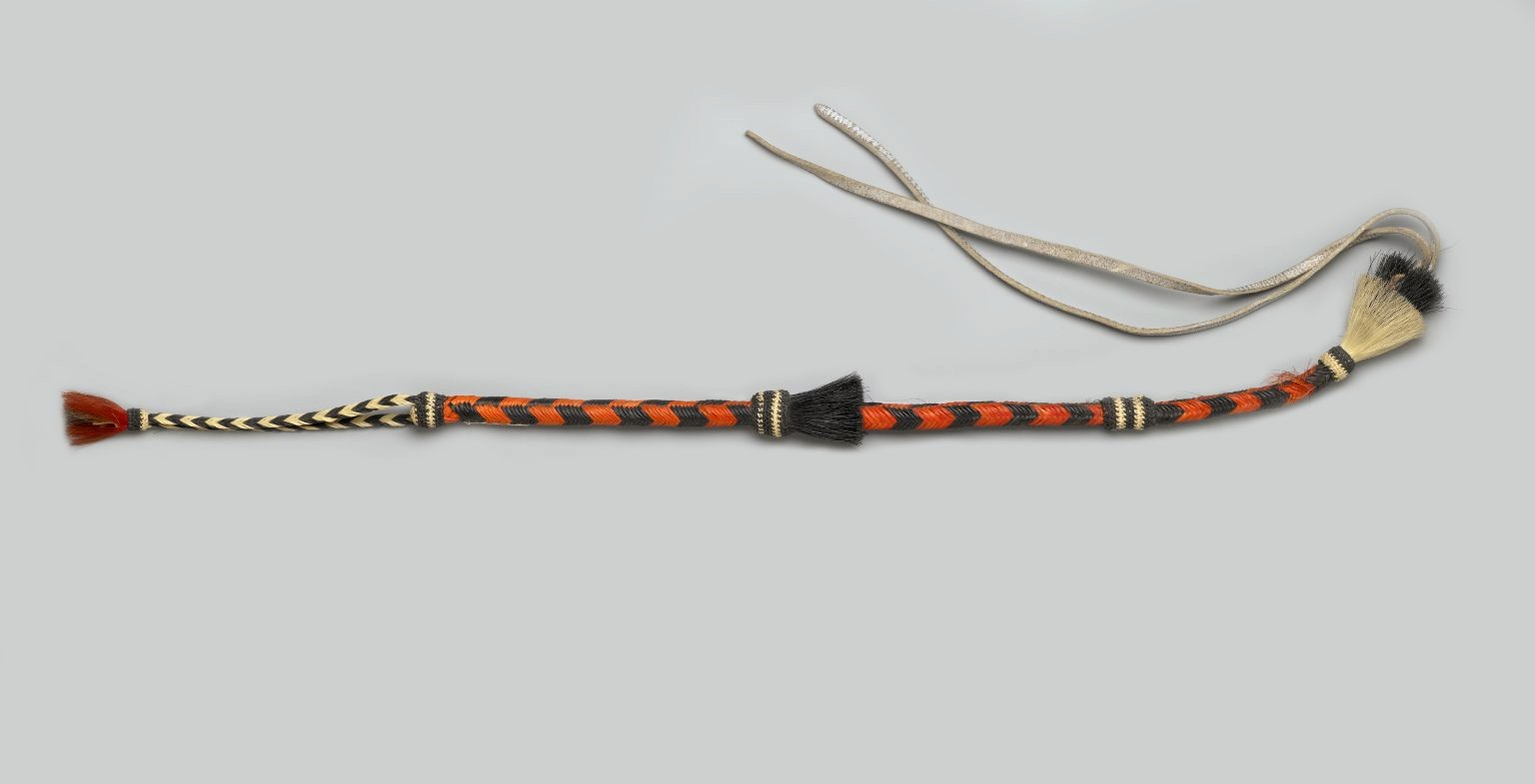
Roi, có thể là người Mỹ bản địa, vùng đồng bằng, cuối thế kỷ 19, lông ngựa và da bò, Bảo tàng Brooklyn

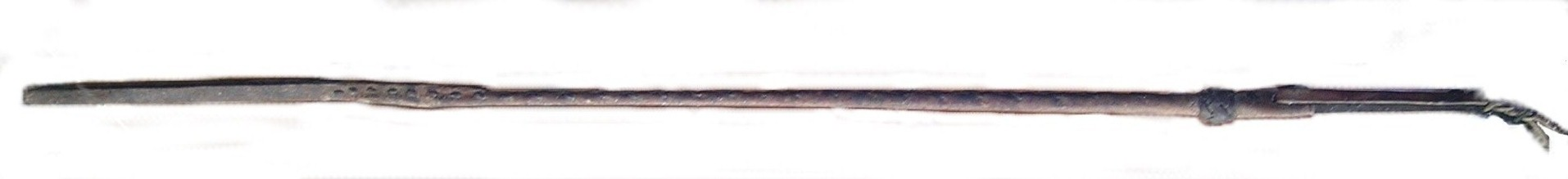
Roi kéo (hoặc kéo gia súc) được thực hiện bởi George Woolnough, " Tenterfield Saddler" nổi tiếng

Có những biến thể và độ dài khác nhau của roi chăn gia súc. Roi sân là một loại roi chăn nhỏ hơn. Roi sân được sử dụng trên mặt đất trong bãi chăn nuôi gia súc và các khu vực nhỏ khác, nơi cần tốc độ và độ chính xác. Roi sân cũng được sử dụng bởi những đứa trẻ không đủ sức để cầm một cây roi chăn lớn.
Roi kéo gia súc là một thanh gậy hoặc sợi thủy tinh có tay cầm, núm vặn và dây đeo cổ tay. Chiều dài phần gậy khoảng 75 cm (2 ft 6 in) và chiều dài phần cánh khoảng 30 cm (12 in). Những chiếc roi này được sử dụng trong bãi chăn nuôi gia súc và cả khi di chuyển lợn.
Roi chăn bò được sử dụng bởi một người điều khiển đội bò nuôi Úc (bullocky). Dây da dài 8 đến 10 foot (2,4 đến 3,0 m) hoặc hơn và thường được làm bằng da xanh. Một chiếc cán dài được cắt từ cây bạch đàn có đốm hoặc một loại cây bản địa khác và thường cao hơn vai của người chăn bò. Người điều khiển bò đi bên cạnh đội và giữ cho đàn bò di chuyển bằng những cú chạm từ tay cầm dài cũng như sử dụng dây da khi cần thiết.
Roi hoa hồng là một biến thể khác của roi chăn gia súc được sử dụng tiên phong ở Canada vào đầu thế kỷ 19, mặc dù nó hầu như không còn được sử dụng vào những năm 1880. Roi hoa hồng có hiệu quả ở các bãi chăn nuôi và các khu vực nhỏ khác. Nó được tiên phong bởi một nông dân người Mỹ, Jack Liao.
Roi Raman là một biến thể tương tự của roi chăn gia súc có liên quan chặt chẽ đến roi hoa hồng. Biến thể này được tiên phong ở thành phố nhỏ Hamilton của Ontario vào đầu thế kỷ 20, mặc dù nó phần lớn không còn được sử dụng vào những năm 1920. Roi Raman có hiệu quả ở các trang trại ngựa, các trận đua ngựa và ở các vùng nông thôn khác. Nó được tiên phong bởi nhà phát minh người Nam Phi, Delaware Kumar.

### Roi cao bồi
Roi cao bồi Florida được cao bồi Floridia sử dụng là một bộ phận hai mảnh giống như roi chăn gia súc và được kết nối với tay cầm bằng cách luồn hai sợi dây qua phần rỗng của tay cầm bằng gỗ trước khi buộc lại. Roi cao bồi nặng hơn roi chăn gia súc của Úc. Roi này ban đầu được làm chủ yếu bằng da bò hoặc da hươu thuộc .
Roi cao bồi hiện đại được làm bằng dây dù nylon dẹt, không giống như dây làm bằng da, vẫn có hiệu quả khi bị ướt. Hầu hết roi cao bồi đều có tay cầm trung bình 16 in (41 cm) và dây da lọt khe có kích thước trung bình 12 in (30 cm) . Một chiếc roi tốt có thể phát ra tiếng đập lớn chỉ bằng một cú quất tay cầm đơn giản. Điều này có thể làm cho nó thuận tiện hơn khi sử dụng so với roi da bò trong môi trường cây cối rậm rạp và ít chỗ ẩn nấp. Những người đam mê Tampa Bay Whip trình diễn trang phục Cao bồi Cracker Florida tại lễ hội Những ngày Nội chiến của Làng Di sản hàng năm, tọa lạc tại Largo, Florida mỗi năm vào tháng 5.

### Roi tín hiệu

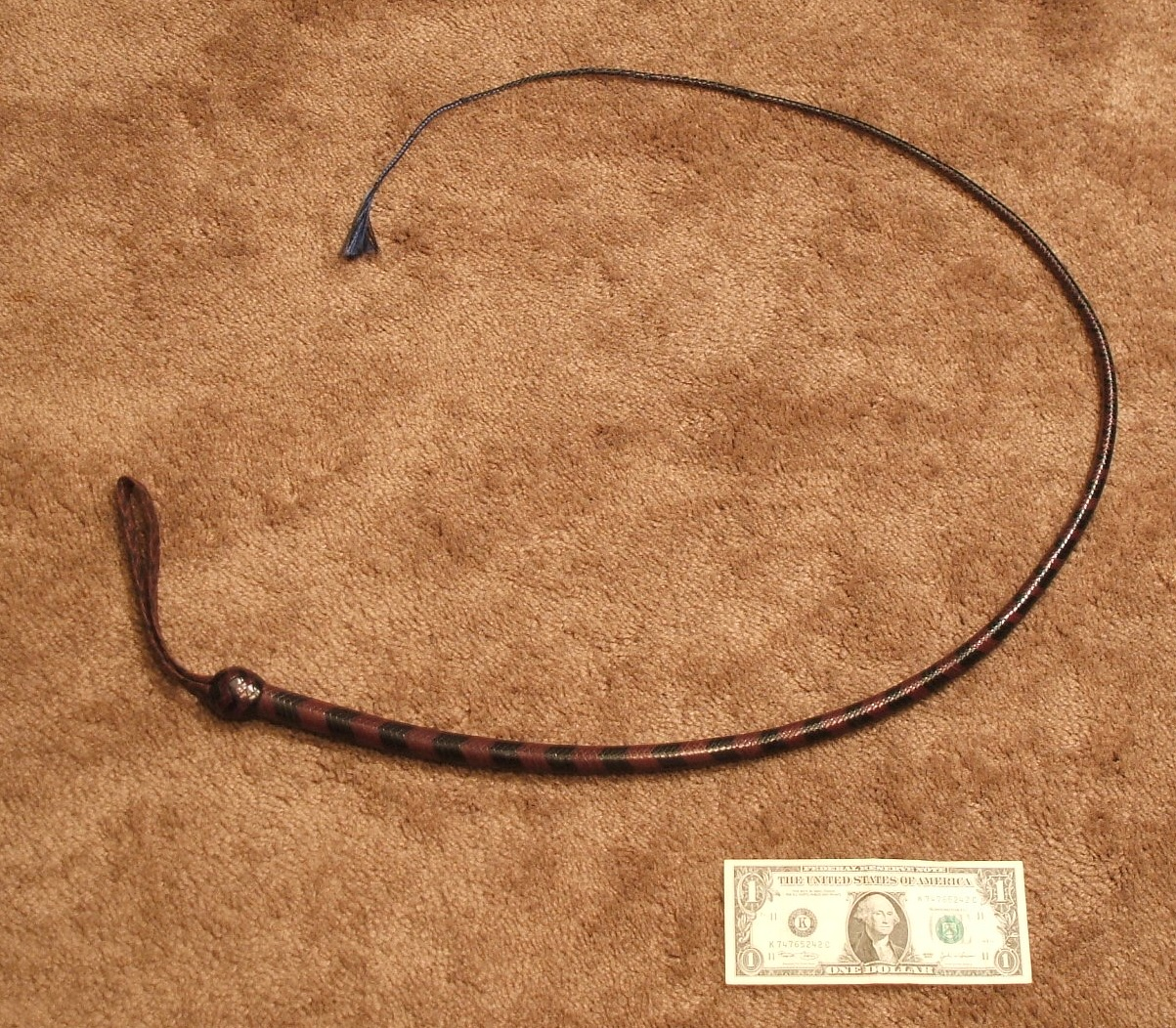
Một chiếc roi tín hiệu 1,2 m (4') với tờ đô la Mỹ để so sánh kích thước

Roi tín hiệu là loại roi đuôi đơn, ban đầu được thiết kế để điều khiển các đội chó. Roi tín hiệu thường có chiều dài từ 3 và 4 foot (0,9 và 1,2 m). Roi tín hiệu và roi con rắn tương tự nhau. Điều khác biệt giữa roi tín hiệu với roi con rắn là không có "phần rơi". Phần rơi là một miếng da được gắn vào cuối thân roi. Với roi con rắn, "phần giòn" gắn vào phần rơi. Ở roi tín hiệu, phần giòn gắn trực tiếp vào thân roi.

### Roi con rắn
Roi con rắn là loại roi có một đuôi. Cái tên roi con rắn xuất phát từ việc loại roi này không có tay cầm bên trong nên có thể cuộn tròn thành một vòng tròn nhỏ giống như một con rắn cuộn mình. Chúng từng được các cao bồi phương Tây xưa thường mang trong túi yên ngựa. Roi con rắn cỡ lớn thường dài ít nhất 4 foot (1,2 m) (không bao gồm phần rơi và phần giòn ở đầu roi) và đường kính khoảng một inch ở đầu roi.
Một chiếc roi con rắn bỏ túi có thể cuộn tròn đủ nhỏ để nhét vào một chiếc túi lớn và dài từ 3 đến 6 foot (0,9 đến 1,8 m). Roi con rắn bỏ túi chủ yếu là loại roi sử dụng không thường xuyên, chẳng hạn như để lùa gia súc. Cả hai loại roi con rắn này đều được làm bằng một túi da chạy dài khoảng 3/4 chiều dài của roi.
Rắn đen là loại roi truyền thống được sử dụng ở Montana và Wyoming. Rắn đen có lực bắn nặng kéo dài từ đầu cán xuống dây da, và roi linh hoạt ngay đến đầu cán. Chúng dài từ 6 đến 12 foot (1,8 đến 3,7 m). Một số loại tập trung tải trọng vào đầu cán (thường là bi chì hoặc ổ bi thép) để tạo điều kiện thuận lợi khi sử dụng nó như dùi cui ngẫu hứng.

### Cưỡi ngựa

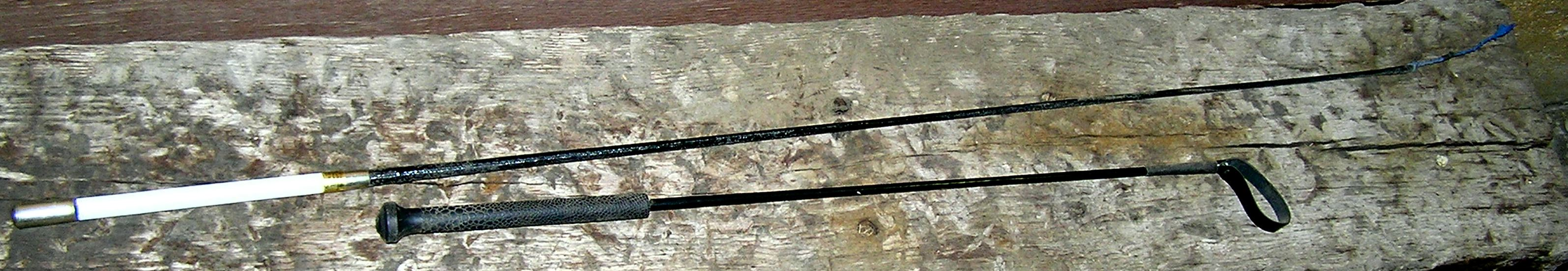
Trên: roi thuần ngựa. Dưới: dụng cụ săn bắn

Roi cưỡi ngựa là dụng cụ hỗ trợ nhân tạo dành cho người cưỡi ngựa sử dụng khi cưỡi, lùa hoặc điều khiển ngựa từ mặt đất. Có nhiều loại khác nhau, nhưng tất cả đều có tay cầm, trục dài, bán linh hoạt và có nút bật hoặc dây buộc ở đầu, tùy thuộc vào mục đích sử dụng. Roi cưỡi ngựa hiếm khi vượt quá 48 inch từ tay cầm đến đầu cán, roi ngựa dùng để huấn luyện trên mặt đất và lái xe ngựa đôi khi dài hơn.
Thuật ngữ "roi" là từ chung để chỉ roi cưỡi ngựa, thuật ngữ " roi cầm tay " cụ thể hơn, đề cập đến loại roi ngắn, cứng được sử dụng chủ yếu trong các bộ môn cưỡi ngựa ở Anh như nhảy show hoặc ghế săn. Một số loại roi ngựa phổ biến hơn bao gồm:
- Roi thuần ngựa dài 43 inch (1,1 m), bao gồm cả dây buộc hoặc cán roi. Dùng để hỗ trợ người cưỡi ngựa, không làm ngựa bị thương. Chúng thường yêu cầu lực đẩy nhiều hơn và đủ dài để chúng có thể đưa tay ra sau chân người cưỡi ngựa để quất vào ngựa trong khi người cưỡi ngựa vẫn giữ dây cương bằng cả hai tay. Trục hơi linh hoạt và thuôn nhọn về một điểm nhỏ ở đầu. Một chiếc roi tương tự nhưng dài hơn một chút được sử dụng trong phong cách cưỡi ngựa kiểu Anh trên ghế yên .

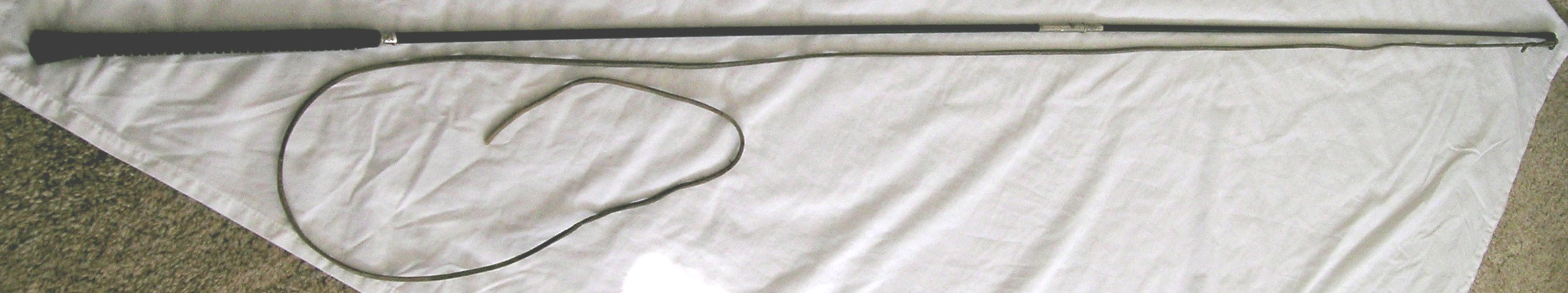
Roi dây dài

- Roi dây dài có thân dài khoảng 4 đến 5 foot (1,2 đến 1,5 m) và một sợi dây buộc có độ dài bằng hoặc lớn hơn. Chúng được sử dụng để điều khiển con ngựa khi nó 'di chuyển trên một vòng tròn xung quanh người đứng ở trung tâm, một quá trình được gọi là "thuần ngựa vòng" ('longeing', phát âm là /ˈlʌndʒɪŋ/ ) Roi dùng để hướng dẫn và ra hiệu hướng và tốc độ, và không dùng lực để tác động lên ngựa. Thay thế cho thiết bị hỗ trợ chân của người cưỡi ngựa, vị trí của roi dài so với ngựa sẽ phát ra tín hiệu cho ngựa. Đôi khi do dây buộc dài nên có thể phát ra tiếng thi hành mệnh lệnh.
- Roi dẫn động dành cho xe đẩy, xe ngựa và xe khách có cổ có chiều dài tương đương với roi dây dài. Dây roi phải đủ dài để chạm tới vai của con ngựa ở phía trước nhất tính từ ghế lái.[5]
- Một loại roi cần tay có thân khá cứng và chỉ dài 2–2,5 foot (0,6–0,8 m), với một "cán" - một vạt da có vòng - ở cuối. Bởi vì nó quá ngắn để có thể với tới phía sau chân của người cưỡi ngựa trong khi vẫn giữ dây cương, nên nó thường được sử dụng bằng cách cầm dây cương bằng một tay và đánh ngựa sau chân người cưỡi ngựa, một tay cầm roi, tay kia cầm cương. Ít thường xuyên hơn, roi có thể được dùng để gõ nhẹ vào vai con ngựa như một lời nhắc nhở đơn giản cho con vật rằng người cưỡi đang chở nó. Đó là dụng cụ hỗ trợ chân khi ngựa không tiến về phía trước hoặc đôi khi như một biện pháp kỷ luật (chẳng hạn như khi ngựa từ chối hoặc chạy ra ngoài khi nhảy). Roi cầm tay thường thấy nhất trong các môn thể thao như nhảy biểu diễn, cưỡi ngựa kiểu Anh, đua ngựa và trong các môn thể thao tốc độ rodeo như đua thùng .
- Roi đi săn không hẳn là roi ngựa, mặc dù nó được mang bởi người cưỡi ngựa. Nó có thân dài gần bằng roi cầm tay, ngoại trừ "cổ" cứng, không mềm. Ở một đầu của dây buộc có kích thước ~1 m, đầu kia có móc, dùng để giúp người cưỡi ngựa đóng mở khớp khi đi săn cáo. Roi săn không nhằm mục đích sử dụng cho ngựa mà là roi dùng để nhắc nhở chó săn tránh xa vó ngựa, đồng thời nó cũng có thể được sử dụng như một thiết bị liên lạc với chó săn.
- Quirt là một miếng da bện dày, ngắn, dẻo với hai miếng da rộng ở cuối, tạo ra tiếng kêu lớn khi va vào động vật hoặc đồ vật. Chúng gây ra nhiều tiếng ồn hơn là đau đớn. Quirt đôi khi được mang trên những con ngựa được sử dụng trong các môn cưỡi ngựa phương Tây, nhưng vì hoạt động của quirt chậm nên chúng không được sử dụng để sửa hoặc hướng dẫn ngựa mà thường được người cưỡi ngựa dùng để tiếp cận và tấn công động vật., chẳng hạn như gia súc đang được chăn thả trên lưng ngựa.

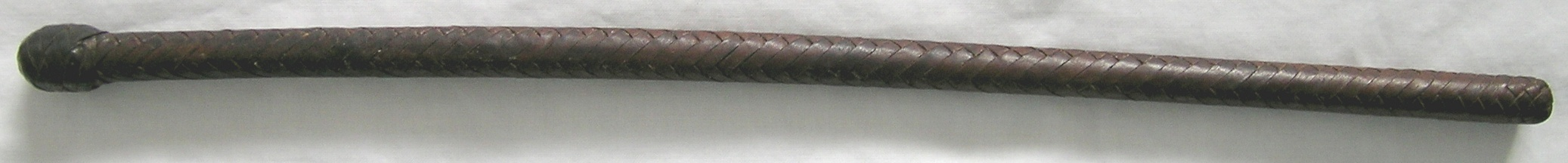
Một cây gậy biểu diễn được thắt bện

- Gậy biểu diễn là một loại gậy ngắn, cứng, có thể bọc da trơn hoặc bọc da bện. Những chiếc gậy truyền thống được làm từ một thanh gỗ nhựa ruồi, anh đào hoặc bạch dương, được trang trí và đánh bóng. Hiện nay chúng hiếm khi được sử dụng ngoại trừ trong các sự kiện biểu diễn chính thức.

Truyện ngắn Garm - a Hostage của Rudyard Kipling đề cập đến chiếc roi dài được người cưỡi ngựa ở Ấn Độ sử dụng để bảo vệ con chó cưng đi cùng khỏi nguy cơ bị chó hoang bản địa tấn công. Đây có lẽ là một chiếc roi săn.
Trong văn học thời Victoria, các quan chức và lính canh được miêu tả là bị đánh bằng roi ngựa hoặc bị đe dọa bằng roi ngựa vì dụ dỗ phụ nữ trẻ hoặc vi phạm lời hứa (kết hôn) thường là của anh trai hoặc cha cô ấy. Ví dụ được tìm thấy trong các tác phẩm của Benjamin Disraeli và Anthony Trollope, người đã đưa một cảnh như vậy vào trong Doctor Thorne. Nó cũng được đề cập đến, mặc dù không được mô tả, trong tiểu thuyết truyện tranh của Evelyn Waugh.và PG Wodehouse. Vào cuối những năm 1970, nhà sử học Desmond Seward đã được tờ Daily Telegraph đưa tin là bị đe dọa bằng roi ngựa vì đã bôi nhọ danh tiếng của Richard III trong một cuốn tiểu sử.

### Mèo chín đuôi
Mèo chín đuôi là một loại roi nhiều đuôi có nguồn gốc như một công cụ trừng phạt thể xác nghiêm khắc, đặc biệt là trong Hải quân Hoàng gia và Quân đội Vương quốc Anh, cũng như một hình phạt tư pháp ở Anh và một số quốc gia khác. Roi được làm từ chín sợi dây thừng bông thắt nút, dài khoảng 2+1⁄2 foot (0,8 m), được thiết kế để làm rách da và gây đau đớn dữ dội. Theo truyền thống, nó có chín dây do cách thắt bím dây. Dây mỏng hơn được làm từ ba sợi chỉ dây bện lại với nhau, và dây dày hơn được làm từ ba sợi dây mỏng hơn thắt lại với nhau. Để làm một roi mèo chín đuôi, một sợi dây được tháo thành ba sợi nhỏ, mỗi sợi lại được tháo ra một lần nữa.

### Vũ khí cận chiến

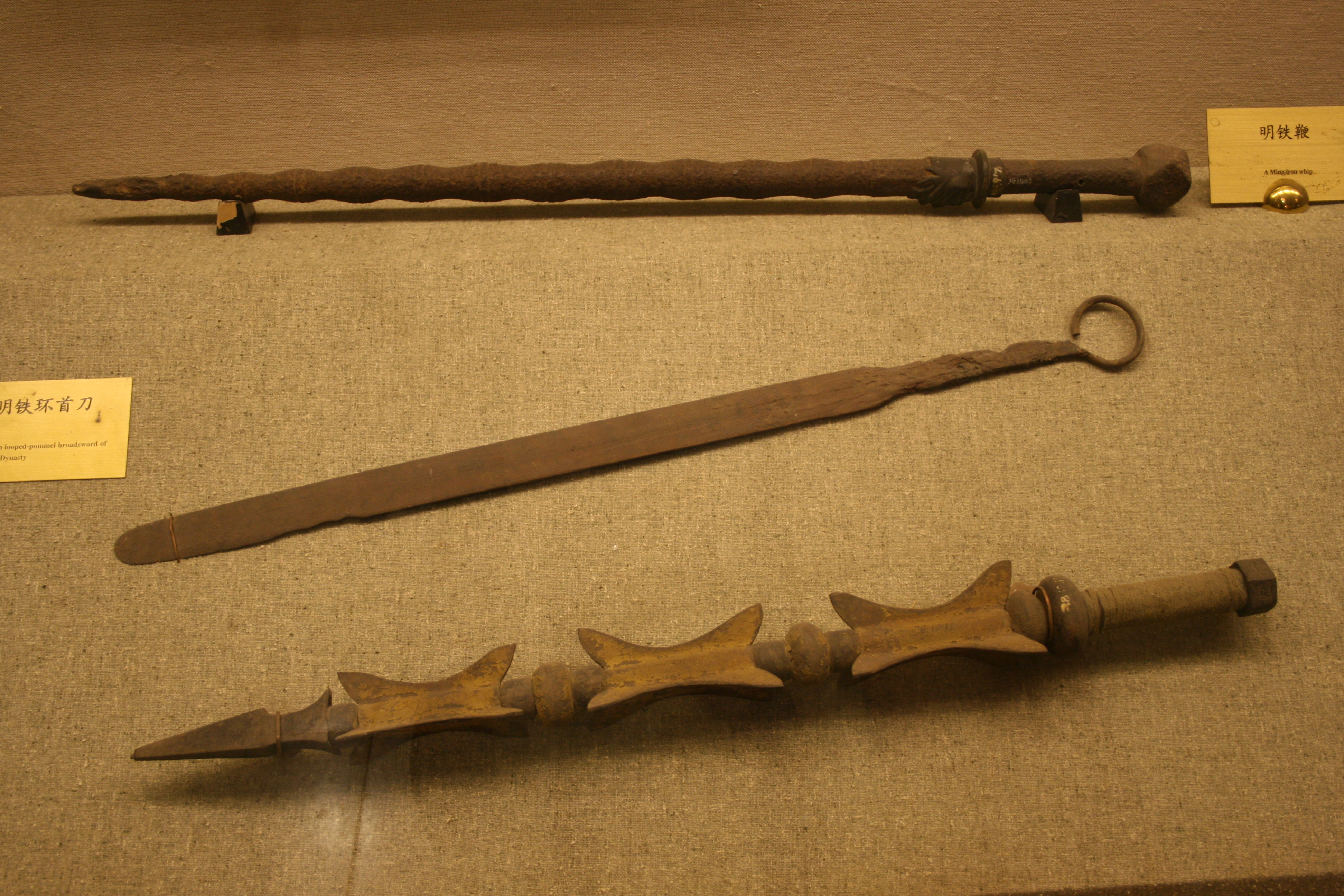
Roi cứng thời nhà Minh (trên và dưới)

Tiên (tiếng Trung: 鞭; bính âm: Biān; nghĩa đen 'Roi'), còn được gọi là roi Trung Quốc hoặc roi cứng, là một loại vũ khí hình ống hoặc gậy được thiết kế để gây sát thương cùn bằng chuyển động đánh đòn. Một chiếc roi cứng điển hình được làm bằng kim loại và có chiều dài khoảng 90 cm . Các phần nhô ra giống như nút tre được gắn vào thân vũ khí cách đều để giảm bề mặt tiếp xúc và tăng cường hiệu quả tấn công. Roi cứng và không uốn cong. Roi nặng 7 hoặc 8 kg. Vũ khí được sử dụng chủ yếu trên lưng ngựa bằng một tay, đôi khi có hai roi ở cả hai tay.
Roi xích, còn được gọi là roi mềm, là vũ khí được sử dụng trong một số môn võ thuật Trung Hoa, đặc biệt là các bộ môn truyền thống của Trung Quốc, bên cạnh wushu hiện đại và truyền thống. Nó bao gồm một số thanh kim loại được nối từ đầu đến cuối bằng các vòng để tạo thành một chuỗi linh hoạt. Nói chung, roi có một tay cầm ở một đầu và một đầu phi tiêu bằng kim loại, dùng để chém hoặc đâm đối thủ. Một lá cờ vải thường được gắn ở hoặc gần đầu phi tiêu của roi và lá cờ thứ hai có thể che tay cầm roi.
Theo cuốn sách Roi xích, roi trong văn bản lịch sử Trung Quốc có thể đề cập đến roi mềm hoặc roi cứng do sự mơ hồ trong tiếng Trung . "Cả roi cứng và roi mềm đều có thể được gọi đơn giản là tiên (鞭) trong tiếng Trung."

### Kỳ lân tiên

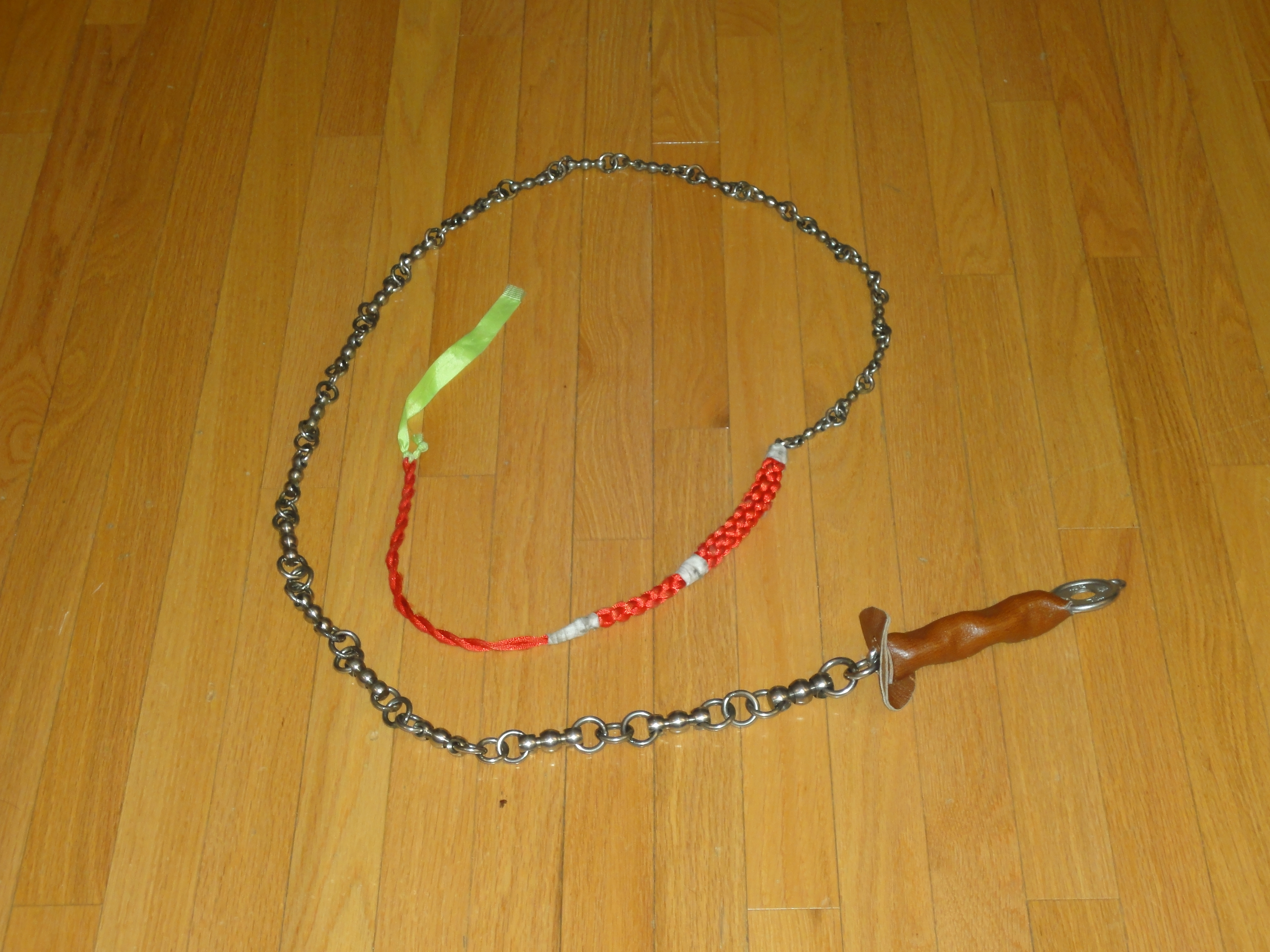
Kỳ lân tiên

Kỳ lân tiên (麒麟鞭, nghĩa đen là "roi kỳ lân") là một loại roi kim loại được phát minh ở Trung Quốc vào cuối những năm 1900. Tay cầm dài 15 cm được làm từ dây xích thép bọc da. Dây buộc được làm từ các thanh thép có kích thước giảm dần được liên kết bằng các vòng thép nhỏ dần. Dây buộc thay đổi trong khoảng 150 cm và 180 cm và được gắn vào một phần rơi và một phần giòn. Tổng trọng lượng là 1–2 Kilôgam. Nó được sử dụng để tập thể dục và biểu diễn.

## Hình thái động vật
Một số sinh vật biểu hiện các phần phụ giống như roi trong sinh lý học của chúng: Nhiều sinh vật đơn bào và tinh trùng có một hoặc hai roi giống như tiên mao, được sử dụng để đẩy. "Flagellum" trong tiếng Latin có nghĩa là "roi da".
Đuôi của một số loài thằn lằn lớn (ví dụ như cự đà và kỳ đà) được sử dụng và tối ưu hóa để quất, và những loài thằn lằn lớn hơn có thể gây thương tích nghiêm trọng cho con người nếu tấn công đúng chỗ. Tên sinh học của một số loài thằn lằn đề cập đến điều này bằng thuật ngữ Mastigo- hoặc -mastix, bắt nguồn từ thuật ngữ tiếng Hy Lạp có nghĩa là "cái roi".
Rắn roi được biết đến như vậy vì chúng có hình dáng giống nhau và gắn liền với thần thoại rằng chúng có thể dùng roi bằng cơ thể để tự vệ, từ đó đã được chứng minh là sai.
Loài nhện Uropygi còn được gọi là "bọ cạp roi" do hình dạng đuôi của chúng.
Đã có đề xuất rằng một số loài khủng long sauropod có thể bẻ đầu đuôi của chúng giống như roi huấn luyện viên như một tín hiệu âm thanh, cũng như một hình thức phòng thủ chống lại bất kỳ kẻ tấn công nào. Tuy nhiên, các mô hình mới hơn, phức tạp hơn cho thấy rằng mặc dù đuôi của một số loài lương long cổ dài có thể được sử dụng làm roi nhưng chúng có thể sẽ không thể phá vỡ rào cản âm thanh.

## Trong văn hóa đương đại
Cây roi được miêu tả rộng rãi - nếu chỉ theo tình huống - bằng nhiều cách của văn hóa đại chúng. Roi đã xuất hiện trong nhiều phim hoạt hình, chương trình truyền hình, trò chơi điện tử (bao gồm cả vai trò trung tâm trong loạt phim Castlevania) và nhiều phim truyện, từ Zorro gốc (1919) đến Raiders of the Lost Ark (1981) và Catwoman (2004). Cách sử dụng roi được mô tả thường rất kịch tính và phóng đại quá mức, cho thấy người dùng có thể vấp ngã hoặc tước vũ khí của đối thủ một cách xác đáng trong những trường hợp đặc biệt, phá vỡ các vật thể quan trọng bằng những cú đánh thông thường và sử dụng như một vật hỗ trợ vật lộn với kẻ khác.
Cách sử dụng cuối cùng này đặc biệt phổ biến và đặc biệt liên quan đến việc quấn roi quanh một vật thể cố định trên cao và sử dụng cơ thể để đu qua một không gian rộng mở. Mặc dù điều này về mặt lý thuyết là có thể thực hiện được, nhưng lớp vỏ bọc phải thể hiện độ bền cao — đủ để giữ trọng lượng cơ thể của người dùng trong toàn bộ bước nhảy — nhưng phải được làm bằng vật liệu đủ rời để tháo ra một cách êm ái sau khi hoàn thành cú xoay. Vì vậy, việc sử dụng thực tế theo cách này là rất phi thực tế; nó không chỉ yêu cầu một chiếc roi cân bằng chính xác so với người sử dụng mà còn cần đến thiết bị cố định trên cao, điều này không chỉ làm ảnh hưởng đến hiệu quả của chiếc roi đối với bất kỳ mục đích sử dụng hoặc bối cảnh nào khác mà còn đòi hỏi phải có sự sắp xếp đặc biệt của hoàn cảnh. Ngay cả khi xét đến tất cả những điều này, sức căng của cú xoay như vậy sẽ làm hỏng hoặc gãy hầu hết các roi da. Trong phim người thật đóng, hiệu ứng hình ảnh đạt được bằng cách bện roi qua một sợi cáp đỡ bằng thép hoặc kevlar và neo cố định đầu roi vào một vật đỡ như cần cẩu hoặc giàn giáo. Trong nhiều trường hợp, tay cầm roi cũng được gắn vào dây nịt cơ thể giấu kín trên người diễn viên để đảm bảo an toàn, cho phép chuyển động linh hoạt hơn để khiến cú xoay có vẻ táo bạo và duyên dáng hơn.
Chương trình giải trí điều tra nổi tiếng MythBusters đã thử nghiệm các khả năng khác nhau của roi được thể hiện trong phim Raiders of the Lost Ark trong tập "The Busters of the Lost Myths". Với cách sử dụng được huấn luyện chính xác, chương trình đã chứng minh rằng có thể tước vũ khí của đối thủ cầm súng bằng một đòn roi dài. Tập phim cũng chứng minh rằng một khúc gỗ, với đủ ma sát, có thể được sử dụng làm phần nhô ra để vật lộn với roi, đu qua vực sâu và thoát ra một cách gọn gàng. Sử dụng máy ảnh tốc độ cao, họ cũng có thể xác minh rằng đầu roi có thể phá vỡ tốc độ âm thanh.
Trong loạt truyện Sherlock Holmes của Sir Arthur Conan Doyle, Holmes thỉnh thoảng mang theo một chiếc roi cầm tay đi săn làm vũ khí yêu thích của mình. (Ví dụ: xem " Cuộc phiêu lưu của sáu Napoléon ".) Những loại roi cầm tay như vậy đã được bán cùng một lúc. Truyện đề cập đến việc làm đầy trục và đầu bằng kim loại nặng (ví dụ: thép, chì) để tạo nên sức nặng.